# Tennie
Tennie és un municipi francès situat al departament del Sarthe i a la regió de País del Loira. L'any 2007 tenia 1.009 habitants.

## Demografia

### Població
El 2007 la població de fet de Tennie era de 1.009 persones. Hi havia 400 famílies de les quals 140 eren unipersonals (68 homes vivint sols i 72 dones vivint soles), 124 parelles sense fills, 116 parelles amb fills i 20 famílies monoparentals amb fills.
La població ha evolucionat segons el següent gràfic:
Habitants censats

### Habitatges
El 2007 hi havia 494 habitatges, 408 eren l'habitatge principal de la família, 58 eren segones residències i 28 estaven desocupats. 422 eren cases i 8 eren apartaments. Dels 408 habitatges principals, 268 estaven ocupats pels seus propietaris, 135 estaven llogats i ocupats pels llogaters i 5 estaven cedits a títol gratuït; 46 tenien una cambra, 30 en tenien dues, 58 en tenien tres, 93 en tenien quatre i 181 en tenien cinc o més. 276 habitatges disposaven pel capbaix d'una plaça de pàrquing. A 167 habitatges hi havia un automòbil i a 167 n'hi havia dos o més.

### Piràmide de població
La piràmide de població per edats i sexe el 2009 era:
| Homes | Edats   | Dones |
| ----- | ------- | ----- |
| 0     | 95 o +  | 8     |
| 4     | 90 a 94 | 44    |
| 20    | 85 a 89 | 32    |
| 4     | 80 a 84 | 8     |
| 20    | 75 a 79 | 16    |
| 20    | 70 a 74 | 28    |
| 28    | 65 a 69 | 20    |
| 36    | 60 a 64 | 28    |
| 24    | 55 a 59 | 24    |
| 12    | 50 a 54 | 16    |
| 44    | 45 a 49 | 24    |
| 32    | 40 a 44 | 36    |
| 28    | 35 a 39 | 36    |
| 28    | 30 a 34 | 28    |
| 48    | 25 a 29 | 24    |
| 16    | 20 a 24 | 20    |
| 32    | 15 a 19 | 12    |
| 28    | 10 a 14 | 20    |
| 40    | 5 a 9   | 20    |
| 32    | 0 a 4   | 28    |

## Economia
El 2007 la població en edat de treballar era de 538 persones, 412 eren actives i 126 eren inactives. De les 412 persones actives 380 estaven ocupades (220 homes i 160 dones) i 32 estaven aturades (9 homes i 23 dones). De les 126 persones inactives 46 estaven jubilades, 44 estaven estudiant i 36 estaven classificades com a «altres inactius».

### Ingressos
El 2009 a Tennie hi havia 398 unitats fiscals que integraven 954,5 persones, la mediana anual d'ingressos fiscals per persona era de 15.769 €.

### Activitats econòmiques
Dels 44 establiments que hi havia el 2007, 3 eren d'empreses alimentàries, 1 d'una empresa de fabricació de material elèctric, 2 d'empreses de fabricació d'altres productes industrials, 10 d'empreses de construcció, 6 d'empreses de comerç i reparació d'automòbils, 2 d'empreses de transport, 3 d'empreses d'hostatgeria i restauració, 1 d'una empresa d'informació i comunicació, 1 d'una empresa financera, 1 d'una empresa immobiliària, 7 d'empreses de serveis, 5 d'entitats de l'administració pública i 2 d'empreses classificades com a «altres activitats de serveis».
Dels 11 establiments de servei als particulars que hi havia el 2009, 1 era un taller de reparació d'automòbils i de material agrícola, 2 paletes, 3 fusteries, 1 lampisteria, 1 electricista, 1 empresa de construcció, 1 perruqueria i 1 restaurant.
Dels 2 establiments comercials que hi havia el 2009, 1 era una fleca i 1 una carnisseria.
L'any 2000 a Tennie hi havia 45 explotacions agrícoles que ocupaven un total de 2.340 hectàrees.

## Equipaments sanitaris i escolars
El 2009 hi havia 1 escola elemental i 1 escola elemental integrada dins d'un grup escolar amb les comunes properes formant una escola dispersa.

## Poblacions més properes
El següent diagrama mostra les poblacions més properes.